# 約翰·韋恩
約翰·韋恩（英語：John Wayne，1907年5月26日—1979年6月11日），美国电影演员，曾获奥斯卡最佳男主角奖。他演绎的角色极具男子气概，个人风格鲜明，他的说话语调、走路方式都与众不同。他有綽號名Duke即是公爵。
1999年，美国电影学会评选20世纪百年百大明星，约翰·韦恩名列男演员第13位。根据哈里斯民意调查2007年1月16日公布的结果，韦恩在2006年最受欢迎的美国电影明星中，排名第三位。该项调查源于1994年，韦恩是已经逝世的明星中唯一的一位每年都列入前十名的人。
韦恩的银幕生涯开始于1920年代的无声电影，他是1940年代到1970年代主要影星之一。他的名字和西部片和战争片紧密联系在一起，同时他又胜任各种其它类型影片中的角色，如传记电影、浪漫喜剧、警匪片等等。他與導演約翰·福特曾經維持長達35年，多達21次的合作。

## 個人生活
约翰·韦恩出生在愛荷華州温特塞特（Winterset），原名马里恩·罗伯特·莫里森（Marion Robert Morrison），后来他的父亲将他的名字改成马里恩·迈克尔·莫里森（Marion Michael Morrison），把他的弟弟取名为罗伯特。
约翰·韦恩領運動員獎學金就讀南加州大學法律預科。他是美式足球隊員，但是後來卻受傷退隊，無法再領獎學金，也未能完成大學學業。演員瓦·邦是约翰·韦恩的大學同學及美式足球隊隊友。韦恩在大學時期，已經在一些製片場打零工，也是在這時認識大他13歲的導演約翰·福特。
1930年代，约翰·韦恩曾在共和、環球、哥倫比亞、摩洛格拉姆以及華納兄弟等片廠演出低成本電影60部以上，當時演技未臻成熟，後來他回顧此時期感到不滿意。

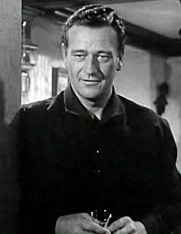
1948年作品 Wake of the Red Witch 中的剧照

约翰·韦恩前後有三任妻子:1933年與約瑟芬·沙恩絲結婚，生育兒子麥克與派屈克、女兒唐妮與梅琳達。1946年離婚，再與女演員依絲柏蘭莎·包爾結婚，未生育兒女。因兩人關係不睦，於1953年離婚。1954年11月1日與碧拉·巴勒特結婚，生育三個孩子艾莎、伊森、瑪麗莎。1973年夫妻協議分居。韦恩曾與他的祕書，及影星瑪琳·黛德麗傳出緋聞。他的兒子麥克·韋恩及派屈克·韋恩，分別是製片人、演員，以及節目主持人、演員。他們曾多次出現在父親的影片中。由於電影《搜索者》常被認為是约翰·韦恩最具代表性的作品，他在劇中飾演的角色名叫伊森·愛德華茲（Ethan Edwards），為紀念這項演出，韦恩將小兒子命名為伊森·韦恩，後來也成為一名演員。约翰·韦恩也是前世界拳擊組織重量級冠軍湯米·莫里森的叔祖父。
珍珠港事件爆發時，好萊塢演員、導演等電影從業人員，包括約翰·福特在內，都競相從軍報國。约翰·韦恩卻因故並未服兵役，未能盡與他的銀幕形象符合，所以曾造成了爭議與遺憾，但是在1970年代，韦恩先後以其演員成就獲頒國會金質獎章、總統自由勳章，顯然他已經完全被輿論原諒了。
约翰·韦恩於1964年被診斷出罹患肺癌，但是他在切除左肺及4根肋骨後，幸運的痊癒。此後韋恩仍若無其事的繼續吸菸，也沒有再患過肺部疾病。「约翰·韦恩癌症基金會」、「约翰·韦恩癌症協會」在其後成立，目前由他的兒子派崔克·韋恩擔任總裁。但是1979年6月11日他死于胃癌。
韦恩有明顯的政治主張，是共和黨的支持者。他與合作的導演約翰·福特、霍華·霍克斯、朋友及合作演員詹姆斯·史都華、瑪琳·奧哈拉等也都有相同的政治立場。他還分別在1966年及1970年，為朋友羅納德·雷根助選加州州長。

## 傳奇

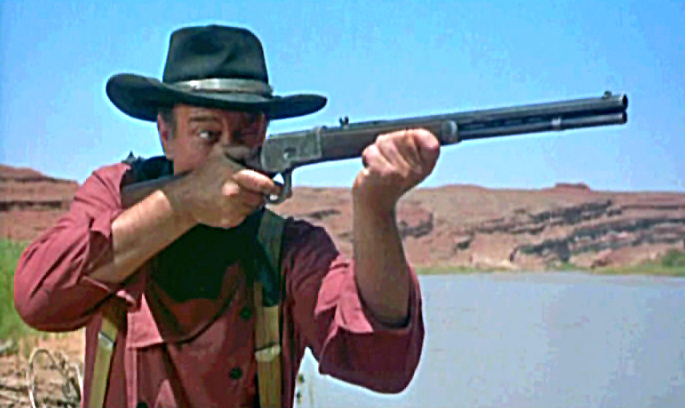
《搜索者》，1956年。

因為约翰·韦恩是傑出的西部片及戰爭片演員，尤其更以演出西部片最具代表性，西部歷史又是最具代表性的美國文化。因此韦恩無論在生前及身後，美國國內及國外，都享有極高的知名度。
约翰·韦恩是奧斯卡最佳男主角獎、金球獎最佳男主角獎、金球奬終身成就獎得主。1996年，他被追頒專為頒發給優秀西部片演員的金靴獎。韦恩是哈里斯民意調查，年度最受歡迎的美國影星中，唯一一位已經逝世但每年都列入前十名的人。他名列票房收入前十名影星達25年，紀錄迄今無人能破。韦恩還兼得了美國平民的兩種最高榮譽獎項：「國會金質獎章」及「總統自由勳章」（追頒）。1999年，他被美國電影學會评为百年來最伟大的男影星第13名。
儘管约翰·韦恩未曾從軍，他仍成為美軍普遍崇仰的對象。一些二次大戰、韓戰、越戰的老兵表示，他們從軍的理由是來自受到约翰·韦恩影片的鼓舞。甚至日本昭和天皇於1975年訪美時，也表示想見韦恩、這位他們昔日敵軍的重要象徵。约翰·韦恩的名字如此為美軍熟悉，以至他的名字與一些軍用品連繫在一起，例如軍用P-38開罐器暱稱為「约翰·韦恩」，因為它「可以做任何事」；軍用的衛生紙被叫做「约翰·韦恩衛生紙」，因為它很「粗糙、結實、擦不乾淨」；二次大戰時期軍用的C-口糧餅乾，被取名為「约翰·韦恩餅乾」，因為「只有像约翰·韦恩那麼粗獷強壯的人，才吃得下」。
紀念约翰·韦恩的建築物有：加州橘郡的橘郡機場，於1979年韦恩去世時，更名為约翰·韦恩機場，並設有他的銅像。華盛頓州有约翰·韦恩船塢，及州立公園內的约翰·韦恩拓荒者步道。紐約市的约翰·韦恩小學，以及紀念韦恩的馬賽克壁畫。洛杉磯比佛利山莊街道的一家儲蓄貸款公司前，設有约翰·韦恩的銅像，因為他曾為這家公司做過廣告。好萊塢星光大道上有屬於他的星。位於奧克拉荷馬州的「國立牛仔與西部史蹟博物館」（National Cowboy & Western Heritage Museum），將他列入西部演員的展覽廳，該館並進一步頒給他「The Wrangler」獎座。韦恩也列名在加州名人廳。
2007年的约翰·韦恩百歲誕辰，一些慶祝活動在他的家鄉舉辦，包括一系列牛仔特技表演、约翰·韦恩影片放映、鄉村音樂歌手演唱，還有约翰·韦恩紀念館及學習中心的動土儀式等。

## 主要作品
- (Stagecoach) (1939年)、 （導演：約翰·福特；約翰·韋恩成名作）
- 《飛虎隊》(Flying Tigers) (1942年)、（導演：大衛·米勒）
- 《野風》(Reap The Wild Wind) (1942年)、（導演：賽西爾·德米爾）
- 《菲律賓浴血戰》(They Were Expendable) (1945年)、（導演：約翰·福特）
- 《重返巴丹》(Back to Bataan) (1945年)
- 《荒漠三雄》(Three Godfathers) (1948年)、（導演：約翰·福特）
- 《要塞風雲》(Fort Apache) (1948年)、（導演：約翰·福特；合演：亨利·方達、秀蘭·鄧波兒）
- (Red River) (1948年)、（導演：霍華·霍克斯）
- 《黃巾騎兵隊》(She Wore a Yellow Ribbon) (1949年)、（導演：約翰·福特）
- 《硫黃島浴血戰》(Sands of Iwo Jima) (1949年)
- 《邊疆鐵騎軍》(Rio Grande) (1950年)、（導演：約翰·福特）
- 《太平洋機動作戰》(Operation Pacific) (1951年)
- 《太平洋航空作戰》(Flying Leathernecks) (1951年)、（導演：尼古拉斯·雷）
- 《蓬門今始為君開》(The Quiet Man) (1952年)、（導演：約翰·福特）
- 《義簿雲天》(Island in the sky) (1953年)
- 《柳暗花明又一村》(Trouble along the way) (1953年))、（導演：麥克寇提；合演：唐娜麗）
- 《情天未了緣》(The High and the Mighty) (1954年)、（導演：威廉·惠曼（英语：William A. Wellman））
- 《血巷》(Blood Alley) (1955年)
- 《搜索者》(The  Searchers) (1956年)、（導演：約翰·福特）
- 《密戰計畫》(Jet Pilot) (1957年)
- 《碧血溅长空》(The Wings of Eagles) (1957年)、（導演：約翰·福特）
- 《赤膽屠龍》(Rio Bravo) (1959年)、（導演：霍華德·霍克斯）
- 《騎兵隊》(The Horse Soldiers)(1959年)、（導演：約翰·福特）
- 《魔鬼騎兵團》(The Horse Soldiers) (1959年)、（導演：約翰·福特；合演：威廉·荷頓）
- 《邊城英烈傳》(The Alamo) (1960年)、（約翰·韋恩自導自演；2004年重拍為《圍城13天：阿拉莫戰役》）
- 《雙虎屠龍》(The Man Who Shot Liberty Valance) (1962年)、（導演：約翰·福特；合演：詹姆斯·史都華）
- 《西部開拓史》(How the West Was Won) (1962年)、
- 《碧血長天》(The Longest Day) (1962年)、（導演：肯·安納金；合演：亨利·方達、勞勃·米契）
- 《珊島樂園》(Donovan's Reef) (1963年)、（與約翰·福特最後一次合作）
- 《馴妻記》(McLintock) (1963年)
- 《綠色貝雷帽》(The Green Berets) (1968年)、（約翰·韋恩自導自演）
- (True Grit) (1969年)、（導演：亨利·海瑟威，奧斯卡最佳男主角得獎）
- 《神槍手》(The Shootist) (1976年)、（導演：唐·席格；合演：洛琳·白考兒；客串：詹姆斯·史都華；約翰·韋恩最後作品）